# Dowledżchan Jagszimuradow
Dowledżchan Jagszymuradow, ros. Довлетджан Ягшимуратов (ur. 22 maja 1989 w Türkmenabat) – turkmeński zawodnik mieszanych sztuk walk wagi półciężkiej. W latach 2018–2020 był mistrzem ACA w wadze półciężkiej. Były zawodnik amerykańskiej organizacji Bellator MMA.

## Życiorys
Dowledżchan Jagszimuradow urodził się w mieście Türkmenabat, ale dorastał w pobliskiej wiosce. W wieku sześciu lat oprócz nauki w szkole – gdzie uczył się w szkole ogólnokształcącej w rodzinnej wsi – zapisał się na lekcje karate. Po kilku latach treningów stał się jednym z najlepszych karateków wśród swoich rówieśników, zdobywając mistrzostwo do lat 11 i ostatecznie zdobywając złoto w turnieju na poziomie krajowym.
W 7 klasie przerzucił się na kickboxing. Po osiągnięciu pełnoletności Jagszimuradow wstąpił do wojska, a po demobilizacji przez niecały rok mieszkał w ojczyźnie i wyjechał do Charkowa, aby kontynuować naukę.
W wieku 17 lat Jagszimuradow rozpoczął służbę w Siłach Zbrojnych Turkmenistanu. Posiada stopień starszego sierżanta.
Jagszimuradow mieszka w Charkowie na Ukrainie przez ostatnie dwanaście lat, budując życie ze swoimi krewnymi i zarabiając na życie jako zawodnik MMA i przedsiębiorca. Kierował dwoma przedsięwzięciami i był biznesmenem z trzema różnymi dyplomami, w tym tytułem licencjata z ekonomii i prawa wydanym w 2015 roku przez Narodowy Uniwersytet Ekonomiczny w Charkowie.

## Osiągnięcia

### Mieszane sztuki walki
- Oplot Challenge
  - 2012-2013: Zwycięzca turnieju Oplot Challenge w wadze półciężkiej
- Absolute Championship Akhmat
  - 2018-2020: Mistrz ACA w wadze półciężkiej
- Professional Fighters League
  - 2024: Zwycięzca turnieju PFL w wadze półciężkiej

## Lista zawodowych walk w MMA
| Wynik     | Bilans | Przeciwnik (bilans przed walką) | Rozstrzygnięcie                                | Runda | Czas | Rozgrywki                           | Data       | Miejsce          | Uwagi                                                                                      |
| --------- | ------ | ------------------------------- | ---------------------------------------------- | ----- | ---- | ----------------------------------- | ---------- | ---------------- | ------------------------------------------------------------------------------------------ |
| Wygrana   | 25-7-1 | Impa Kasanganay (18-4)          | KO (cios pięścią)                              | 1     | 0:58 | PFL 10: 2024 PFL World Championship | 29.11.2024 | Rijad            | Wygrał turniej PFL 2024 w wadze półciężkiej.                                               |
| Wygrana   | 24-7-1 | Rob Wilkinson (19-2. 1 NC)      | Decyzja (jednogłośna)                          | 3     | 5:00 | PFL 8: 2024 Playoffs                | 16.08.2024 | Hollywood        | Półfinał sezonu regularnego PFL 2024 w wadze półciężkiej                                   |
| Wygrana   | 23-7-1 | Simon Biyong (9-4)              | Decyzja (jednogłośna)                          | 3     | 5:00 | PFL 5: 2024 Regular Season          | 21.06.2024 | Salt Lake City   | Playoffy sezonu regularnego PFL 2024 w wadze półciężkiej                                   |
| Wygrana   | 22-7-1 | Jakob Nedoh (8-1)               | KO (prawy overhand)                            | 1     | 2:54 | PFL 2: 2024 Regular Season          | 12.04.2024 | Las Vegas        | Playoffy sezonu regularnego PFL 2024 w wadze półciężkiej                                   |
| Wygrana   | 21-7-1 | Maciej Różański (14-4)          | Decyzja (jednogłośna)                          | 3     | 5:00 | Bellator 300                        | 07.10.2023 | San Diego        |                                                                                            |
| Wygrana   | 20-7-1 | Julius Anglickas (10-3)         | Decyzja (jednogłośna)                          | 3     | 5:00 | Bellator 292                        | 10.03.2023 | San Diego        |                                                                                            |
| Wygrana   | 19-7-1 | Rafael Carvalho (16-6)          | TKO (łokcie i ciosy pięściami)                 | 2     | 4:04 | Bellator 277                        | 15.04.2022 | San Jose         |                                                                                            |
| Przegrana | 18-7-1 | Karl Albrektsson (12-3)         | Decyzja (jednogłośna)                          | 3     | 5:00 | Bellator 268                        | 16.11.2021 | Phoenix          |                                                                                            |
| Przegrana | 18-6-1 | Corey Anderson (14-5)           | TKO (ciosy pięściami i łokciami)               | 3     | 2:15 | Bellator 257                        | 16.04.2021 | Connecticut      | Debiut w Bellator MMA. Ćwierćfinał Bellator Grand Prix w wadze półciężkiej. Co-Main Event  |
| Wygrana   | 18-5-1 | Alexey Butorin (15-3)           | Decyzja (jednogłośna)                          | 3     | 5:00 | ACA 103                             | 14.12.2019 | Petersburg       | Obronił pas ACA w wadze półciężkiej. Main Event                                            |
| Wygrana   | 17-5-1 | Karol Celiński (16-6-1)         | TKO (ciosy łokciami)                           | 4     | 4:17 | ACA 92                              | 16.02.2019 | Warszawa         | Obronił pas ACA w wadze półciężkiej. Main Event                                            |
| Wygrana   | 16-5-1 | Batraz Agnajew (4-0)            | Poddanie (duszenie zza pleców)                 | 3     | 3:44 | ACB 86                              | 05.05.2018 | Moskwa           | Zdobył pas ACA w wadze półciężkiej.                                                        |
| Wygrana   | 15-5-1 | Luis Fernando Miranda (16-4)    | KO (cios)                                      | 1     | 1:03 | ACB 79                              | 27.01.2018 | Grozny           |                                                                                            |
| Wygrana   | 14-5-1 | Joachim Christensen (14-6)      | KO (cios)                                      | 1     | 1:14 | ACB 75                              | 25.11.2017 | Stuttgart        | Nokaut Wieczoru.                                                                           |
| Wygrana   | 13-5-1 | Jared Torgeson (18-15)          | Poddanie (duszenie zza pleców)                 | 3     | 0:39 | ACB 62                              | 17.06.2017 | Rostów nad Donem |                                                                                            |
| Wygrana   | 12-5-1 | Dan Konecke (9-8)               | TKO (kolana i ciosy pięściami)                 | 2     | 2:44 | ACB 52                              | 21.01.2017 | Wiedeń           | Debiut w ACA.                                                                              |
| Wygrana   | 11-5-1 | Vitali Onishchenko (2-2)        | Decyzja (jednogłośna)                          | 3     | 5:00 | World Warriors FC: Warriors Honor 2 | 14.05.2016 | Charków          |                                                                                            |
| Przegrana | 10-5-1 | Mikhail Ragozin (2-0)           | TKO (ciosy pięściami)                          | 3     | 2:00 | M-1 Challenge 61                    | 20.09.2015 | Nazrań           | Debiut w M-1 Global.                                                                       |
| Wygrana   | 10-4-1 | Maksim Kushnerenko (0-0)        | KO (cios)                                      | 1     | 0:27 | Real Fight Promotion: West Fight 15 | 28.08.2015 | Charków          |                                                                                            |
| Przegrana | 9-4-1  | Magomied Ankalajew (2-0)        | Decyzja (jednogłośna)                          | 3     | 5:00 | Oplot Challenge 103                 | 18.10.2014 | Moskwa           |                                                                                            |
| Wygrana   | 9-3-1  | Fuad Gadyrov (6-3)              | KO (cios)                                      | 2     | 3:59 | Oplot Challenge 94                  | 28.12.2013 | Charków          |                                                                                            |
| Wygrana   | 8-3-1  | Boris Polezhay (5-3)            | TKO (przerwanie przez narożnik)                | 1     | 2:31 | Oplot Challenge 86                  | 02.11.2013 | Charków          |                                                                                            |
| Wygrana   | 7-3-1  | Arsen Mensitov (0-1)            | TKO (ciosy pięsciami)                          | 1     | 1:39 | Oplot Challenge 67                  | 20.06.2013 | Charków          |                                                                                            |
| Wygrana   | 6-3-1  | Bogdan Savchenko (2-1)          | Decyzja (jednogłośna)                          | 3     | 5:00 | Oplot Challenge 57                  | 11.05.2013 | Charków          |                                                                                            |
| Wygrana   | 5-3-1  | Anton Stepanenko (0-0)          | TKO (ciosy pięściami)                          | 1     | 0:53 | Oplot Challenge 55                  | 27.04.2013 | Charków          | Pojedynek w wadze ciężkiej.                                                                |
| Przegrana | 4-3-1  | Alexander Boyko (4-3)           | Poddanie (duszenie gilotynowe)                 | 1     | 0:17 | Oplot Challenge 45                  | 23.03.2013 | Charków          |                                                                                            |
| Wygrana   | 4-2-1  | Mikhail Petkov (0-1)            | Poddanie (duszenie zza pleców)                 | 1     | 3:07 | Oplot Challenge 41                  | 09.03.2013 | Charków          |                                                                                            |
| Przegrana | 3-2-1  | Rashid Yusupov (1-0)            | Poddanie (dźwignia prosta na staw łokciowy)    | 2     | 4:45 | Oplot Challenge 35                  | 16.02.2013 | Charków          |                                                                                            |
| Wygrana   | 3-1-1  | Alexander Barbaryan (2-0)       | Poddanie (achilles lock)                       | 1     | 2:15 | Oplot Challenge 24                  | 05.01.2013 | Charków          | Zwycięzca turnieju Oplot Challenge w wadze półciężkiej.                                    |
| Wygrana   | 2-1-1  | Sergey Lewandowskiy (1-1)       | TKO (ciosy pięściami)                          | 1     | 0:30 | Oplot Challenge 20                  | 21.12.2012 | Charków          | Półfinał turnieju Oplot Challenge w wadze półciężkiej.                                     |
| Wygrana   | 1-1-1  | Artur Vartanyan (0-0)           | TKO (ciosy pięściami)                          | 1     | 1:57 | Oplot Challenge 14                  | 24.11.2012 | Charków          | Powrót do kategorii półciężkiej. Ćwierćfinał turnieju Oplot Challenge w wadze półciężkiej. |
| Przegrana | 0-1-1  | Vasily Babich (0-0)             | Poddanie (odwrócone duszenie trójkątne rękoma) | 2     | 1:58 | Oplot Challenge 2                   | 13.05.2012 | Charków          | Debiut w ciężkiej.                                                                         |
| Remis     | 0-0-1  | Rudolf Kříž (2-2-1)             | Remis (większościowy)                          | 2     | 5:00 | Oplot Challenge 1                   | 25.03.2012 | Charków          | Debiut w zawodowym MMA i wadze półciężkiej.                                                |